# Amity (Maine)
Pour les articles homonymes, voir Amity.
Amity est une ville située dans l’État américain du Maine, dans le comté d’Aroostook (district 1). Elle fut créée le 18 mars 1836.

## Géographie
|                     | Cary (Maine)   |                                  |
| Sherman (Maine)     | Amity          | Maxwell Crossing (New Brunswick) |
| Haynesville (Maine) | Weston (Maine) | Paroisse de North Lake           |

Amity est l'une des villes les plus septentrionales du comté d'Aroostook et se situe en bordure de la frontière canado-américaine, à un mile du Monument Stream dont les eaux séparent les deux États dans cette région.
Sur son territoire se trouve une tourbière : Davis Brook Bog.
La rivière Sainte-Croix prend sa source dans l'angle nord-est de la localité et son cours constitue la frontière est d'Amity. Deux autres rivières prennent leur source sur le territoire de la municipalité : la Mattawamkeag river au sud-ouest et une branche du fleuve Saint-Jean au nord. 
Amity présente un relief vallonné avec des bois de feuillus. Les roches affleurantes sont le granite et l'ardoise .
La ville a une superficie totale de 41,72 milles carrés (108 km2), constituée en intégralité de terres.
Amity est traversée par la U.S. Route 1.

### Climat
Le climat à Amity est de type continental humide avec été tempéré.
| Mois      | Température minimale moyenne | Température maximale moyenne | Température minimale enregistrée | Température maximale enregistrée |
| --------- | ---------------------------- | ---------------------------- | -------------------------------- | -------------------------------- |
| Janvier   | - 16 °C                      | - 5 °C                       | - 35 °C (1995)                   | 12 °C (2013)                     |
| Février   | - 15 °C                      | - 3 °C                       | - 33 °C (1998)                   | 11 °C (2017)                     |
| Mars      | - 9 °C                       | 2 °C                         | - 30 °C (2001)                   | 25 °C (2012)                     |
| Avril     | - 2 °C                       | 9 °C                         | - 19 °C (2015)                   | 27 °C (1990)                     |
| Mai       | 5 °C                         | 17 °C                        | - 4 °C (2018)                    | 33 °C (1992)                     |
| Juin      | 10 °C                        | 22 °C                        | 0 °C (2018)                      | 33 °C (2003)                     |
| Juillet   | 13 °C                        | 25 °C                        | 4 °C (1992)                      | 34 °C (2018)                     |
| Août      | 12 °C                        | 24 °C                        | 3 °C (2017)                      | 33 °C (1995)                     |
| Septembre | 8 °C                         | 20 °C                        | - 4 °C (2018)                    | 33 °C (2010)                     |
| Octobre   | 2 °C                         | 13 °C                        | - 7 °C (1993)                    | 27 °C (2011)                     |
| Novembre  | - 3 °C                       | 5 °C                         | - 19 °C (1993)                   | 18 °C (1996)                     |
| Décembre  | - 10 °C                      | - 1 °C                       | - 29 °C (1993)                   | 12 °C (2012)                     |

Il neige six mois par an à Amity avec une moyenne de 11 jours par mois en novembre, 24 jours en décembre, 26 jours en janvier, 21 jours en février, 20 jours en mars et 7 jours en avril.

## Histoire
Créée le 18 mars 1836 dans l'État du Maine en tant que ville, Amity est issue du canton T10 R01, appelé aussi « Number 10 ».

### Les pionniers
Selon les sources locales, la ville a été appelée Amity en référence au traité de 1794 « d'amitié, de commerce et de navigation entre l'Angleterre et les États-Unis » (Treaty of Amity, Commerce, and Navigation between England and the United States), qui prévoyait notamment de régler la question de la frontière entre la Nouvelle-Angleterre et le Canada britannique par le biais d'une commission mixte. Cet objectif ne fut jamais atteint et le conflit frontalier trouva une solution, sans effusion de sang, grâce au traité de Webster-Ashburton, qui mit fin à la Guerre d'Aroostook (1838-1839).
Le premier colon à s'être installé sur le canton « Number 10 » fut Jonathan Clifford, qui arriva en 1825. Il y établit une ferme dans la partie nord de la ville et fut suivi en 1826 par Edmund Cone qui construisit la sienne à côté. Edmund Cone, originaire de New Salem, qui travaillait à Houlton comme équipier depuis 1815 jusqu'à ce qu'il puisse acheter un terrain à Amity, prit le soin de prendre épouse avant de s'installer. Il fonda une famille et fut l'un des premiers officiers de la ville et le premier super-intendant des écoles d'Amity. La même année, arriva Seth Farrar, qui avait quitté Hodgdon pour construire une ferme afin d'y accueillir sa famille. En 1827, ce fut le tour de Columbus Dunn, qui bâtit une ferme sur les 400 hectares de terre que son père, Jonah, avait achetées à Amity. Originaire de Cornish dans le comté de York, Jonah Dunn était un homme instruit et doté d'un fort caractère, qui représenta le district du Maine à la Cour générale du Massachusetts avant la séparation d'avec cet État. Il est connu pour avoir joué un rôle important dans le maintien de cette région au sein des États-Unis pendant le conflit frontalier. Il prit aussi une part active à la création d'un poste militaire à Houlton. Son fils, Columbus, occupa différents postes dans la ville et fut notamment maître de poste pendant dix-huit années. Sa bru, Rebecca, installa la première école de la localité dans sa cuisine à son arrivée à Amity.
En 1828, la localité comptait onze fermes et familles, dont celle de Jonathan Greenleaf qui tenait aussi un hôtel.
En 1835, à l'instigation du premier membre du clergé de la localité, le révérend Elisha Bedel, l'église baptiste d'Amity a été constituée en congrégation, avec Columbus Dunn comme premier diacre. La construction d'un édifice religieux a été lancée plus tard, en 1842, chantier qui a pris plusieurs années.

### La création de la ville
Moins d'un mois après la création officielle d'Amity, la première assemblée municipale de la ville fut convoquée le 11 avril 1836 et réunie le 21 avril 1836 pour désigner ses principaux édiles.
En 1837, des droits de coupe furent accordés à des résidents de la ville voisine de Calais sur des terrains destinés à l'édification des écoles. Cette même année fut accueilli un enseignant, Daniel Harmon. Avec l'église, l'école devint le centre social et culturel de la ville : s'y trouvait un théâtre où des joutes verbales étaient organisés et des pièces de théâtre jouées. L'école, qui éditait un journal, l'Amity Times, était aussi le lieu de concours d'orthographe. Des cours du soirs y étaient donnés pour les adultes (apprentissage de l'écriture). Au point culminant de sa démographie, Amity compta cinq écoles dont une encore subsiste : Reed School.
C'est aussi à cette époque que fut créé un Farmer's Club, précurseur de l'Amity Grange actuel.
Peu après la création de la ville, Israel Davis, originaire de Concord (New Hampshire), acquit un lot au nord-ouest de la ville. Ce lot était traversé par un tributaire de la rivière Meduxnekeag, qui prit le nom de Davis Brook. I. Davis construisit une scierie sur cet affluent, qu'il équipa d'une scie hydraulique à oscillation qui permettait de couper le bois de haut en bas. À sa mort en 1868, son fils Elbridge G. Davis développa l'entreprise avec la construction d'un moulin à farine puis quelque temps après d'une scierie à bardeaux.
En 1847, Milo Walton, qui venait de Chesterfield (New Hampshire) et qui avait tenu une pharmacie pendant deux ans à Houlton, acheta une ferme qui se trouvait près de celle de Columbus Dunn et se lança dans la culture de fruits. Il planta des vergers de pommiers, de pruniers et de cerisiers et il cultiva aussi une grande quantité de fruits rouges. Son entreprise commençait à devenir prospère lorsqu'il mourut soudainement en 1854. Sa veuve prit la relève et étendit l'entreprise que son fils reprit par la suite.
En 1850, M. George R. Burt qui venait du New Hampshire lui aussi, ouvrit un magasin dans la localité qu'il tint jusqu'à sa mort en 1856. James Lander, le conducteur de diligence, racheta le commerce, engagea John Reed comme commis et poursuivit son activité de Houlton à Calais. Il s'associa par la suite avec Adrian Vandine, receveur des douanes, qui poursuivit l'affaire après la mort d'A. Vandine jusqu'en 1866 où il la vendit à John Reed pour revenir s'installer à Houlton.
Durant le « Temperance Movement », Amity se targua d'avoir deux ligues prônant la tempérance : la Women's' Christian Temperance Union et la Loyal Temperance Union,.
En 1870, Amity compte 311 habitants.

### À la fin duXIXesiècle
En 1880, la population de la ville s'élevait à 432 habitants.
Amity fut durement éprouvée en 1887 par une épidémie de diphtérie. Tous les enfants furent touchés et une famille entière fut décimée, la famille des Spurr, dont le petit cimetière familial constitue l'un des quatre cimetières de la localité.
En 1899, la ville connut la première arrivée d'une automobile dont le conducteur, venu de Danforth, fit halte pour une nuit au Tracy's Hotel. A cette occasion, les enseignants permirent aux élèves de sortir de leur classe afin de regarder les évolutions du véhicule qui repartait pour Houlton.

## Démographie
La ville compte 238 habitants selon le dernier recensement de 2010, ce qui représente une progression de 19,6 % par rapport au recensement décennal de 2000. Elle est composée à cette date de 125 hommes et de 113 femmes. La population est répartie en 102 foyers et 65 familles. L'âge moyen des habitants est de 46 ans, soit trois années de plus que l'âge moyen des résidents de l'État du Maine.
Toujours en 2010, le revenu moyen des ménages est estimé à 36 481 dollars (contre 26 667 dollars en 2000), le revenu moyen dans l'État se situant à 53 079 dollars.
La population serait d'ascendance anglaise pour 41,2 %, irlandaise pour 29,1 %, française pour 22,6 %, allemande pour 13,6 %, écossaise pour 8 % et néerlandaise pour 3,5 %.

## Économie
Le taux de chômage à Amity est évalué à 7,7 % (3,7 % dans le Maine) selon les données recueillies en septembre 2015.
En 2016, un quart des emplois occupés par les hommes relève de l'exploitation des ressources naturelles (agriculture, sylviculture, chasse et pêche) et 6 % de la fabrication de produits dérivés du bois. Les emplois occupés par les femmes relèvent quant à eux du secteur tertiaire, dont 32 % du domaine de la santé.
En 2017, une société canadienne spécialisée dans la production de chanvre industriel a décidé de s'implanter dans le Maine et a choisi Amity, entre autres sites, pour y développer une ferme sur une surface de 120 acres (49 hectares). Sa filiale américaine, dénommée « Future Farm Maine, LLC », a obtenu sa licence de l’État du Maine le 13 mars 2019. Le chanvre récolté est séché puis raffiné en huile de cannabidiol pour la vente à des fabricants de compléments alimentaires et produits cosmétiques.

## Politique et administration

### Tendance politique
Le comté, qui votait traditionnellement pour le parti démocrate, a vu cette tendance s'inverser lors de l'élection présidentielle de 2016 avec la répartition suivante :
- Hillary Clinton 38,2 %
- Donald Trump 55,4 %
- Autre 6,5 %[12].

Cette tendance s'est confirmée en 2020.
Amity a pour sa part largement voté en faveur de Donald Trump : 96 voix (contre 27 en faveur de Joe Biden).

### Administration
Depuis la démission en avril 2007 de son prédécesseur, Stephanie McGary exerce la fonction de maire (town manager) d'Amity dont elle est aussi la trésorière et la collectrice des impôts. Le conseil municipal comprend trois membres et se réunit tous les premiers lundis de chaque mois dans la mairie (town hall) et tient son assemblée générale une fois par an dans la Reed School. Le maire est assisté par un certain nombre d'agents officiels : un inspecteur de la protection animale (Animal Control Officer), un agent chargé de l'application du Code (Code Enforcement Officer), deux responsables de la sécurité incendie, un registraire de circonscription électorale (Registrar of voters) et un agent taxateur fiscal.

## Culture

### L'église baptiste
Sa construction remonte aux temps des pionniers. Elle débuta en 1842 pour s'achever en 1863, année de sa dédicace.
Son édification doit beaucoup à Columbus Dunn qui était présent à Hodgdon le 15 janvier 1835 lors du premier établissement d'une église baptiste dans le comté d'Aroostook. Un mois plus tard, dix-sept baptistes d'Amity se réunissaient chez Columbus pour créer leur propre congrégation. Columbus en fut le premier diacre et le révérend Elisha Bedel le premier pasteur. En août, la congrégation s'unit à l'église du comté de Washington, Aroostook ne devenant un comté qu'en 1839. Les fidèles se réunissaient alors dans l'une de leurs maisons ou dans l'école de la localité. C'est le troisième pasteur d'Amity, le révérend Daniel Outhouse, qui s'impliqua dans la construction d'une église en 1841-1842. Originaire du Canada (New Brunswick), Daniel Outhouse fut ordonné en mars 1841 et servit pendant un an à Amity avant d'entamer un long sacerdoce de quarante-cinq années en tant que prédicateur itinérant dans la région.
En mars 1863 fut créée une église appelée « the Amity and no 11 Baptist Church », réunissant les fidèles d'Amity et ceux du canton voisin (Cary), qui se séparèrent alors de l'église de Washington pour avoir leur propre organisation. Le premier pasteur de la nouvelle église fut le révérend Royal C. Spaulding.
L'église, de plan rectangulaire, construite en bois peint en blanc, couverte d'un toit à double pente et coiffée d'un clocher, comporte un petit porche en saillie sur sa façade principale.

### Reed School
Dernière survivante des cinq écoles que connut Amity, Reed School figure depuis le 29 novembre 2001 sur le Registre national des lieux historiques dans l'état du Maine. Structure de bois (bardage à clins) peinte en rouge, de style victorien, l'école comporte une seule salle de classe. L'entrée se fait au sud par un porche avec toit en croupe. Le bâtiment principal comporte sur sa façade occidentale un petit vestibule avec toit en appentis. Une dépendance de deux pièces rattachée au coin nord-est relie la salle de l'école à un hangar à bois.
« À l’intérieur de la salle de classe, l'estrade de l’enseignant se trouvait à l’avant, avec son bureau et le tableau à l’arrière. Il y avait un grand coffre en bois dans le coin qui contenait des manuels. Le poêle d’origine était en fer et avait un tuyau de poêle qui courait tout le long du plafond jusqu’à la cheminée à l’arrière de la salle de classe. Les enfants étaient assis sur des bancs et des pupitres rudimentaires. Il y avait un tableau, un grand dictionnaire, un seau d’eau en étain et une louche. ».
Construite vers 1870, l'école a fermé en 1971. Depuis cette date, elle sert à différentes activités municipales et a été dotée d'un Comité qui a œuvré à son inscription et qui est chargé de collecter des fonds pour son entretien.
Ce type d'école d’une seule pièce était un objet familier dans le paysage rural du XIXe siècle et du tout début du XXe siècle dans le Maine. Il témoigne d’un système éducatif traditionnel dans lequel les villes se subdivisaient en districts scolaires, chacun comportant une maison-école. Ce système a produit un grand nombre et une grande variété de bâtiments dont beaucoup ont disparu lors de la réforme scolaire. Environ 4 000 écoles de ce type ont été dénombrées dans le Maine au tournant du XIXe siècle mais il n'en restait plus que 266 en 1960. D'où l'accueil favorable réservé à la demande d'inscription de Reed School sur le Registre national des lieux historiques.

## Source
- (anglais) Cet article est partiellement ou en totalité issu de l’article de Wikipédia en anglais intitulé « Amity, Maine » (voir la liste des auteurs).

La principale source demeure le site américain de la ville : Town of Amity.